# La luce nella piazza
La luce nella piazza (The Light in the Piazza) è un romanzo della scrittrice statunitense Elizabeth Spencer, pubblicato per la prima volta nel 1960.

## Trama
Margaret Johnson è in vacanza a Firenze con la figlia Clara, che si innamora di un giovane del luogo, Fabrizio Naccarelli. Margaret lascia che la figlia frequenti il fiorentino, ma quando si rende conto della serietà dei sentimenti dei due giovani la donna si pente di aver lasciato che le cose andassero così avanti. Infatti, pur avendo ventisette anni, Clara è mentalmente ferma all'età di dodici anni, quando subì un violento trauma cranico causato dal calcio del pony che la famiglia aveva affittato per la sua festa di compleanno.
Margaret porta via la figlia da Firenze per cercare di farle dimenticare Fabrizio, ma nessuna delle due riesce a godersi Roma, dato che Clara si strugge per la nostalgia e la madre si rende conto che la frequentazione con Fabrizio ha fatto maturare la figlia. Le due donne Johnson allora tornano a Firenze e Margaret, all'insaputa del marito, dà la sua approvazione per le nozze della figlia con il giovane Naccarelli. A un passo dalle nozze il futuro suocero ritira il consenso alle nozze del figlio, che non avendo ancora compiuto i ventun anni non può sposarsi senza. Margaret scopre che il signor Naccarelli ha cambiato idea dopo aver visto che Clara ha quasi sette anni più del figlio, ma alla fine si ricrede e i due giovani convolano a nozze.

## Opere derivate
Nel 1962 il romanzo della Spencer è stato riadattato da Guy Green nel film Luce nella piazza (Light in the Piazza), con Olivia de Havilland nella parte di Margaret "Meg" Johnson, Yvette Mimieux in quello di Clara, Rossano Brazzi nel ruolo del signor Naccarelli e George Hamilton in quello di Fabrizio.
Nel 2005 il musical The Light in the Piazza ha debuttato a Broadway. Il musical è un adattamento teatrale del romanzo su libretto di Craig Lucas e colonna sonora di Adam Guettel. Diretto da Bartlett Sher, il musical è rimasto in cartellone a Broadway per oltre cinquecento rappresentazione e ha vinto sei Tony Award, tra cui quello per la migliore colonna sonora.

## Edizioni italiane
- Elizabeth Spencer, La luce nella piazza, traduzione di Adriana Pellegrini, Longanesi, 1961,  p. 148.